# زولتان بکه
زولتان بکه (انگلیسی: Zoltán Beke; ۳۰ ژوئن ۱۹۱۱ – ۹ مارس ۱۹۹۴) بازیکن فوتبال اهل رومانی بود. او از نژاد مجارستانیست که به عنوان مهاجم بازی می کرد. وی یکی از اعضای تیم ملی فوتبال رومانی بود که در جام جهانی فیفا ۱۹۳۴ شرکت کرد ، اما هیچ بازی ای انجام نداد(نیمکت نشین بوده است).
از باشگاه‌هایی که در آن بازی کرده‌است می‌توان به باشگاه فوتبال سی‌اف‌آر کلوژ اشاره کرد.
وی همچنین در تیم ملی فوتبال رومانی بازی کرده‌است.